# Juncus acutus
Jonc piquant
Espèce
Classification APG III (2009)
Statut de conservation UICN

 LC  : Préoccupation mineure
Juncus acutus, le Jonc piquant, est une espèce de plantes à fleurs monocotylédones de la famille des Juncaceae. Cette plante pousse dans les eaux des marais salés et sur les dunes et est utilisée pour lutter contre l'érosion.

## Habitat
Juncus acutus pousse sur toutes sortes de sols, allant des zones inondées aux zones sèches comme les dunes, en passant par les prairies et les forêts de plaine, les zones ripariennes, les zones humides d'eau douce ou salée.

## Statuts de protection, menaces
L'espèce est évaluée comme non préoccupante aux échelons mondial, européen et français.
En France l'espèce a disparu (« RE ») en Haute-Normandie et est considérée vulnérable (« VU ») en Pays de la Loire.

## Description
C'est une plante vivace brun vert qui peut atteindre 1,5 m de haut.

### Tiges et feuilles
Les tiges et les feuilles partent de la base à des angles différents donnant à la plante un aspect globuleux. Les feuilles engainent les tiges florales et se terminent par une pointe aiguë rigide. Leurs piqûres peuvent être douloureuses.

### Fleurs
La floraison a lieu de mai à juillet. Les tiges florales font de 2 à 4 mm de diamètre et 4 à 13 cm de long et émergent de la base de la plante. Elles portent chacune entre une et six fleurs. Chaque fleur a six étamines et de longues bractées de 4 à 25 cm de long qui se terminent par une pointe rigide. Les fleurs sont hermaphrodites et sont pollinisées par le vent.

### Fruits
Les fruits sont des capsules ovales marron à trois loges de 4 à 6 mm de diamètre. Les graines allongées et brunes mesurent entre 1,2 et 2 mm de longueur et ont une queue à chaque extrémité.

### Racines
Rhizomes courts et robustes.

## Répartition
- Afrique du Nord : Algérie, Égypte, Maroc
- Asie occidentale : Iran, Irak, Israël, Jordanie, Liban, Turquie
- Caucase : Arménie, Azerbaïdjan, Géorgie
- Europe du Nord : Royaume-Uni
- Sud-Est de l'Europe : Albanie, Crète, Grèce, Italie, Kosovo, Monténégro, Sardaigne, Serbie, Sicile
- Sud-Ouest de l'Europe : Açores, îles Baléares, Corse, France, Portugal, Espagne
- Amérique : Nord du Mexique.

Dans certains pays comme l'Australie, Juncus acutus est considérée comme une espèce envahissante.

## Dénominations
Ce taxon porte en français les noms vernaculaires ou normalisés suivants : 
- Jonc à tépales pointus[4],[5] ;
- Jonc aigu[4],[5],[6] ;
- Jonc piquant[4],[6].

## Systématique
Le nom correct complet (avec auteur) de ce taxon est Juncus acutus L..

### Synonymes
- Juncus acutus subsp leopoldii (Parl.) Snog. [7]
- Juncus acutus L. var. sphaerocarpus Engelm[8]
- Juncus acutus L. subsp. acutus
- Juncus spinosus Forssk. [9]
- Juncus acutus subsp leopoldii est originaire de l'Arizona, la Californie, Géorgie et le Nevada[8]
- Juncus acutus L. var. conglobatus Trautv.
- Juncus acutus L. var. decompositus Guss.
- Juncus acutus L. var. longibracteatus Buchenau[10]